# Misery Loves My Company
«Misery Loves My Company» es el tercer sencillo de la banda canadiense Three Days Grace de su cuarto álbum de estudio Transit of Venus lanzado el 14 de mayo de 2013. La pista se convirtió en la décima canción de la banda en alcanzar el puesto número uno en la revista Billboard en el Mainstream Rock chart en su edición del 2 de noviembre de 2013, también es el undécimo sencillo de la banda además de ser el último de Adam Gontier como voz principal hasta su regreso a la banda en 2024.

## Vídeo musical
La banda realizó un concurso para los fanes, crear un vídeo animado con la canción, en caso de ser el ganador recibiría $5,000. El vídeo fue lanzado el 11 de septiembre de 2013.

## Posicionamiento en listas
| País           | Lista (2013)          | Mejor posición |
| -------------- | --------------------- | -------------- |
| Canadá         | Alternative rock      | 47             |
| Canadá         | Active rock           | 17             |
| Estados Unidos | Mainstream Rock Songs | 1              |
| Estados Unidos | Rock Songs            | 49             |

### Sucesión en listas
| Anterior: «Hail to the King» de Avenged Sevenfold | Mainstream Rock Songs — Sencillo Nro 1 2 de noviembre de 2013 — 8 de noviembre de 2013 | Siguiente: «Hail to the King» de Avenged Sevenfold |